# Oops!… I Did It Again World Tour
Az Oops!… I Did It Again (World) Tour a második hivatalos koncertkörútja Britney Spears amerikai popénekesnőnek, amellyel a második, Oops!… I Did It Again című stúdióalbuma támogatta. A turné Észak-Amerikában kezdődött, Európában folytatódott, és Dél-Amerikában zárult. Ez volt az első alkalom, mikor Spears Amerikán kívül is fellépett. A turné 2000 februárjában lett bejelentve, mikor még javában folyt az énekesnő előző turnéja. A színpad és a pirotechnika sokkal bonyolultabb lett a …Baby One More Time Tour-hoz képest, ezzel együtt több költségvetéssel is járt. A berendezések egytől egyig az Egyesült Államokból származtak. A dallista a …Baby One More Time és az Oops!… I Did It Again dalaiból tevődött össze. A Got Milk?, a Polaroid és a Herbal Essences szolgált szponzorként.
A show 4 szegmensre volt osztva, ezeket közjátékok követték, majd a show ráadással zárult. Britney egy hatalmas diszkógömbből megjelenve kezdte el a koncerteket. A legtöbb dal előadását a bonyolult koreográfiák jellemezték (ezekhez Spears fejmikrofont használt), kivéve a második szegmenst, ami a balladáknak adott inkább helyet. A ráadás erősen a pirotechnikai elemekre koncentrált. Az Oops!… I Did It Again Tour pozitív visszajelzéseket kapott a kritikusoktól, akik dicsérték Britney energikusságát a színpadon, és a zenekar teljesítményét. Kereskedelmileg is nagy sikert aratott, Észak-Amerikában több mint 40 millió dollár bevételt hoztak az eladott jegyek, összesen 52 milliót, ezzel 2000 egyik legsikeresebb turnéjává vált. A koncerteket több csatorna közvetítette szerte a világon.

## Háttér
2000. február 22-én Spears bejelentette, hogy nyáron nagyszabású turnéra indul második stúdióalbuma, az Oops!… I Did It Again promotálásának céljából. E körút jelentette Britneynek az első alkalmat arra, hogy Európában koncertezhessen, és ez az Ő figyelmét se – így nyilatkozott: „A turné 6 hónapos lesz, a negyede pedig Európában fog lezajlani. Én még sose koncerteztem Észak-Amerikán kívül, szóval félek és nagyon izgatott vagyok. Kíváncsi vagyok az európai rajongókra.” A Forbes riportja szerinte a turné kezdete előtt az SFX Entertainment (koncertszervező) minimum 200 000$-os bevételt ígért az énekesnőnek minden egyes koncertből. Szponzoroknak megmaradt a Got Milk? és a Polaroid, hozzájuk csatlakozott még a Herbal Essences. Britney felvett egy reklámdalt I've Got the Urge to Herbal címmel, egy rádiókampány indításaként, noha úgy döntött, hogy nem vesz részt a Herbal egyik fotózásán. Britney a turnéval támogatta a Screen Actors Guild szakszervezetet (minden eladott koncertjegyből 1$-t adományozott).
A turné európai része eredetileg társturné lett volna, az ’N Sync No Strings Attached Tour-jával, de személyes okokból nem lett megvalósítva ez az elképzelés.

## Előkészület
Jamie Kinget választották meg a turné igazgatójának. Tim Miller és Kevin Antunes volt produceri és a zenei rendező, míg Mark Foffano felelt a pirotechnikai-speciális effektusokért. Spears "egy Broadway showként" határozta meg a koncerteket. A dallista 6 számot tartalmazott …Baby One More Time-ról, míg 7 dal került fel rá az Oops!… I Did It Again-ről. Britney örült, hogy hosszú idők óta végre énekelhetett élőben új anyagot. Emellett beszélt a saját elvárásairól a turnéval kapcsolatban: „Nem tudok várni. Több kontinenst is érinteni fog a turné, szóval mindennek tökéletesnek kell lennie. Több táncosom lesz, több lesz a pirotechnika, nagyobb lesz a színpad... minden jobb lesz.” A színpad, a kivetítő(k) és az egyéb kellékek az előző turnéhoz képest sokkal bonyolultabbak lettek, ezzel együtt a költségek is megnőttek, teljes színpad megépítése 2 200 000$-ba került. A show második szegmense egy komplett hálószobában játszódott, hatalmas gyerekjátékokkal, míg a …Baby One More Time és az Oops!… I Did It Again eléneklését speciális effektusok zöme érdekesítette meg. Habár, pl. a Don’t Let Me Be the Last to Know előadása egészen egyszerűen, letisztultan zajlott le. Spears élőben énekelt a koncerteken, de néhány dal alatt – mivel rutinos koreográfiákkal adott elő – futott az eredeti felvétel. Az énekesnő fejmikrofont használt az énekléshez, ami megkönnyítette a dalok alatti mozgást és táncolást.

## Koncert-összefoglalás
A show egy rövid bevezetővel kezdődött, amiben három kivetítőn Britney üdvözölte a rajongókat. Ennek befejezte után egy hatalmas "diszkógömb" ereszkedett le a színpadra, amiből megjelent az énekesnő, csillogó farmerban és egy összetett felsőben. A koncert a tánccal fűszerezett (You Drive Me) Crazy rockos előadásával kezdődött, amiben katolikus jelmezekben jelentek meg a táncosok. Ezt követően a Stronger következett (szintén tánccal kísérve), majd a What U See (Is What U Get) című dalt énekelte el. Ezt az előadást egy rúd tánc színesítette. Ez a koncertszakasz a From the Bottom of My Broken Heart egyszerű eléneklésével zárult. Eközben bemutatta a gitárosát is, aki mellette ülve játszotta a balladát. Ezt követően Britney eltűnt a színpadról, s egy közjáték vette kezdetét – ’N Sync tagjai vezetésével -, amiben különböző próbákat kellett kiállniuk a versenyzőknek annak érdekében, hogy megmutassák mennyire rajonganak Spearsért. A közjáték befejezése után egy komplett hálószoba tárult a közönség szeme elé, ahol az énekesnő üdvözölte ismét őket, pizsamában és papucsban. A Born to Make You Happy-vel kezdte el ezt a szegmenset, ami eleinte letisztultan zajlott, viszont a szerzemény végére egy koreográfia bontakozott ki, ami spanyolos hangulatban zajlott le. A Lucky előadása következett, amiben Britney egy haditengerészeti jelmezben énekelt a 2 háttérvokalistájával. Ezután a Sometimes című dalát énekelte el, a szám klipjében látotthoz hasonló ruhában. Ennek befejezte után az énekesnő felment a színpad egyik legmagasabb pontjára, ott beszélt a rajongóinak egy kicsit az albumról és arról, hogy mennyire szereti őket, majd elénekelte a Don’t Let Me Be the Last to Know című lassú szerzeményét.
A szegmens végezte után a zenekar szórakoztatta a rajongókat egy punk-rockzenés közjátékkal, míg Britney meg nem jelent a színpadon. A The Beat Goes On című feldolgozás dalával (ami helyet kapott a debütáló lemezén) folytatta; az előadás közben felemelkedett a levegőbe egy hatalmas vörös kimonóban. A Don't Go Knockin' on My Door című szerzeménnyel folytatta a koncertet, majd az (I Can't Get No) Satisfaction című Rolling Stones slágerének átdolgozott verziójával zárta ezt a szakaszt. Mindkét dal eléneklését bonyolult koreográfiák övezték, amit Britney egy lila dresszben oldott meg. Az énekesnő ismét eltűnt a színpadról, most a táncosoké volt a főszerep; mindegyik turnétáncos bemutatott valamit, miközben a kivetítőkön megjelent a nevük. Zárásként Britney újra megjelent, – a hatalmas hírűvé vált iskolásruhában – és egy pad előtt ülve elkezdte a …Baby One More Time című világslágerét. A dal közepénél az énekesnő leszakította magáról az egyenruhát, hogy egy pompomtáncosos jelmezben befejezze a dalt egy zárótánccal, amiben részt vett a koncert összes résztvevője. Spears elköszönt a közönségtől elhagyta a színpadot, majd a kivetítőn újra megjelent és ott is búcsúzni kezdett a közönségtől, de "véletlenül" meghibásodott a képernyő, és azt mondta: „Oops! I Did It Again”. A táncosok által végzett bemelegítő után megjelent utoljára is, szó szerint tüzes felszerelésben és előadta ráadásként az Oops!… I Did It Again című slágerét. Az előadást erős pirotechnikai hatások jellemezték.

## Fogadtatása
A turné általánosan pozitív visszajelzéseket kapott a kritikusoktól. Anrew Miller – a The Pitch magazintól – szerint Britney megmutatta a legkritikusabb embereknek is, hogy rég tűnt fel hozzáhasonló popcsillag a zeneiparban. Dicsérte a zenekart, a The Beat Goes On és a …Baby One More Time előadását, illetve hogy Britney 100%-ig élőben énekelt: „Spearsnek nagyon vonzó hangaszíne van, a magas hangokat is nagyon szépen kiénekelte, ugyanakkor néha ezeket ráhagyta a háttérénekesekre, de ezt kompenzálta elképesztő mozgásával.” A The Washington Post munkatársa, Richard Leiby a showt egyszerűen hatalmasnak nevezte. Dan Aquilante, a New York Post-tól a következőt nyilatkozta: „Úgy tűnt, mintha a rajongókhoz hasonlóan Britney is nagyon élvezte volna a koncerteket. Lehet, hogy azért, mert a cowboy kalapot Mariah Carey-től kérte, vagy mert a sztriptízrudat Madonna szekrényéből kölcsönözte ki? Akárhogy is, Spears elemében volt, mint egy robbanásra kész bomba.” A Newsday riportere, Letta Taylor szerint két Britney jelent meg a színpadon: egy romantikára vágyó, virágzó tinédzser, illetve egy tökéletes showt csináló előadó, akit leginkább egy hatalmas energiabombához lehetne hasonlítani. Pozitívan fogadta még a zenekarok által átdolgozott dalokat is.
A The New York Times napilap így írt a koncertekről: „Mi kell ahhoz, hogy egy kiváló hangulatú turnét hagyjunk magunk után? Egy 18 éves tiniszupersztár, egy nagy mosoly, kitörő őszinteség, elkápráztató koreográfiák, egy kis szexi hang és a lehető leghatározottabb céltudatosság. Ez Britneyben és csapatában mind megvolt.” A Daily News vegyesen fogadta a koncertkörutat; „Annak ellenére, hogy kicsit túl voltak fűszerezve a koncertek, a látvány – effektusok, képernyő színpad – és a koreográfiák azt az érzést keltik az emberben mintha egy vidámparkban lenne... abszolút szórakoztató!” Egy jegy kb. 32 $-ba került Észak-Amerikában. A jegyeladások általánosan 507 786 $-t hoztak az énekesnő asztalára, míg ugyanígy egy nap kb. 15 000 biztosították magukat a koncertekre. A Billboard adatai szerint voltak olyan állomások, ahol egy nap alatt elfogytak a szerezhető jegyek. Az eladott jegyek összesen 40 500 000 bevételt hoztak, ezzel az Oops!… I Did It Again World Tour az Egyesült Államok 10. legjövedelmezőbb turnéja volt, míg világviszonylatban csak Tina Turnernek sikerült több pénzt nyerni a koncertkörútjából.

## Közvetítések és felvételek
A louisiana-i New Orleans-ben lezajlott koncertet világszerte közvetítette a Fox csatorna „Mindenhol jó, de a legjobb otthon” címmel (Spears Louisianában született). Ezek mellett még közvetítették a londoni, illetve a Rio de Janeiro-i, utolsó koncertet, a Rock in Rio zenei fesztivál keretein belül.

## A koncerteket nyitó előadók
- A*Teens (csak bizonyos koncerteken)[26]
- Innosense (csak bizonyos koncerteken)[26]
- No Authority (csak bizonyos koncerteken)[15]
- 2ge+her (csak bizonyos koncerteken)[27]
- BBMak (csak bizonyos koncerteken)[28]

## Dallista
1. The Britney Spears Experience (videó felvezetés)
2. (You Drive Me) Crazy
3. Stronger
4. What U See (Is What U Get)
5. From the Bottom of My Broken Heart
6. What Would You Do to Meet Britney? (dance közjáték)
7. Born to Make You Happy
8. Lucky
9. Sometimes
10. Don’t Let Me Be the Last to Know
11. Meet the Band (zenés közjáték)
12. The Beat Goes On
13. Don't Go Knockin' on My Door
14. (I Can't Get No) Satisfaction
15. Meet the Dancers (dance közjáték)
16. …Baby One More Time
17. The Britney Spears Experience II (videó átvezetés)
18. Oops!… I Did It Again

Forrás:

## A turné állomásai
| Észak-Amerika        |                  |                           |                                      |
| 2000. június 20.     | Kolumbia         | Amerikai Egyesült Államok | Merriweather Post Pavilion           |
| 2000. június 21.     | Hartford         | Amerikai Egyesült Államok | Meadows Music Theatre                |
| 2000. június 23.     | Darien Center    | Amerikai Egyesült Államok | Darien Lake Performing Arts Center   |
| 2000. június 24.     | Hershey          | Amerikai Egyesült Államok | Star Pavilion at Hersheypark Stadium |
| 2000. június 25.     | Scranton         | Amerikai Egyesült Államok | Montage Mountain Amphitheater        |
| 2000. június 27.     | Wantagh          | Amerikai Egyesült Államok | Jones Beach Theater                  |
| 2000. június 28.     | Wantagh          | Amerikai Egyesült Államok | Jones Beach Theater                  |
| 2000. június 29.     | Wantagh          | Amerikai Egyesült Államok | Jones Beach Theater                  |
| 2000. június 30.     | Wantagh          | Amerikai Egyesült Államok | Jones Beach Theater                  |
| 2000. július 2.      | Holmdel Township | Amerikai Egyesült Államok | PNC Bank Arts Center                 |
| 2000. július 3.      | Holmdel Township | Amerikai Egyesült Államok | PNC Bank Arts Center                 |
| 2000. július 4.      | Bristow          | Amerikai Egyesült Államok | Nissan Pavilion                      |
| 2000. július 5.      | Camden           | Amerikai Egyesült Államok | Blockbuster Centre                   |
| 2000. július 7.      | Tinley Park      | Amerikai Egyesült Államok | World Music Theater                  |
| 2000. július 8.      | Milwaukee        | Amerikai Egyesült Államok | Marcus Amphitheater                  |
| 2000. július 9.      | Clarkston        | Amerikai Egyesült Államok | Pine Knob Music Theatre              |
| 2000. július 16.     | Maryland Heights | Amerikai Egyesült Államok | Riverport Amphitheatre               |
| 2000. július 17.     | Bonner Springs   | Amerikai Egyesült Államok | Sandstone Amphitheater               |
| 2000. július 19.     | Dallas           | Amerikai Egyesült Államok | Starplex Amphitheatre                |
| 2000. július 20.     | San Antonio      | Amerikai Egyesült Államok | Alamodome                            |
| 2000. július 21.     | Woodlands        | Amerikai Egyesült Államok | Cynthia Woods Mitchell Pavilion      |
| 2000. július 22.     | Woodlands        | Amerikai Egyesült Államok | Cynthia Woods Mitchell Pavilion      |
| 2000. július 27.     | Albuquerque      | Amerikai Egyesült Államok | Mesa del Sol Amphitheater            |
| 2000. július 28.     | Phoenix          | Amerikai Egyesült Államok | Blockbuster Desert Sky Pavilion      |
| 2000. július 29.     | Irvine           | Amerikai Egyesült Államok | Irvine Meadows Amphitheatre          |
| 2000. július 30.     | Inglewood        | Amerikai Egyesült Államok | Great Western Forum                  |
| 2000. július 31.     | Inglewood        | Amerikai Egyesült Államok | Great Western Forum                  |
| 2000. augusztus 1.   | Concord          | Amerikai Egyesült Államok | Chronicle Pavilion                   |
| 2000. augusztus 3.   | San Diego        | Amerikai Egyesült Államok | San Diego Sports Arena               |
| 2000. augusztus 4.   | Las Vegas        | Amerikai Egyesült Államok | MGM Grand Garden Arena               |
| 2000. augusztus 5.   | San Bernardino   | Amerikai Egyesült Államok | Blockbuster Pavilion                 |
| 2000. augusztus 6.   | Wheatland        | Amerikai Egyesült Államok | Sacramento Valley Amphitheatre       |
| 2000. augusztus 8.   | Mountain View    | Amerikai Egyesült Államok | Shoreline Amphitheatre               |
| 2000. augusztus 10.  | Portland         | Amerikai Egyesült Államok | Rose Garden                          |
| 2000. augusztus 11.  | George           | Amerikai Egyesült Államok | George Amphitheatre                  |
| 2000. augusztus 12.  | Vancouver        | Kanada                    | General Motors Place                 |
| 2000. augusztus 14.  | Salt Lake City   | Amerikai Egyesült Államok | Delta Center                         |
| 2000. augusztus 21.  | Burgettstown     | Amerikai Egyesült Államok | Post-Gazette Pavilion                |
| 2000. augusztus 22.  | Toronto          | Kanada                    | Molson Amphitheatre                  |
| 2000. augusztus 23.  | Montréal         | Kanada                    | Centre Molson                        |
| 2000. augusztus 24.  | Geddes           | Amerikai Egyesült Államok | Molson Grandstand                    |
| 2000. augusztus 25.  | Atlantic City    | Amerikai Egyesült Államok | Etess Arena                          |
| 2000. augusztus 28.  | Mansfield        | Amerikai Egyesült Államok | Tweeter Center                       |
| 2000. augusztus 30.  | Saratoga Springs | Amerikai Egyesült Államok | Saratoga Performing Arts Center      |
| 2000. augusztus 31.  | Cleveland        | Amerikai Egyesült Államok | Gund Arena                           |
| 2000. szeptember 1.  | Knoxville        | Amerikai Egyesült Államok | Thompson–Boling Arena                |
| 2000. szeptember 2.  | Noblesville      | Amerikai Egyesült Államok | Deer Creek Music Center              |
| 2000. szeptember 3.  | Columbus         | Amerikai Egyesült Államok | Polaris Amphitheater                 |
| 2000. szeptember 9.  | Orlando          | Amerikai Egyesült Államok | Orlando Centroplex                   |
| 2000. szeptember 10. | West Palm Beatch | Amerikai Egyesült Államok | Coral Sky Amphitheatre               |
| 2000. szeptember 12. | Raleigh          | Amerikai Egyesült Államok | Alltel Pavilion                      |
| 2000. szeptember 13. | Charlotte        | Amerikai Egyesült Államok | Blockbuster Pavilion                 |
| 2000. szeptember 14. | Virginia Beach   | Amerikai Egyesült Államok | GTE-Virginia Beach Amphitheater      |
| 2000. szeptember 15. | Burgettstown     | Amerikai Egyesült Államok | Post-Gazette Pavilion                |
| 2000. szeptember 17. | Nashville        | Amerikai Egyesült Államok | First American Music Center          |
| 2000. szeptember 18. | Atlanta          | Amerikai Egyesült Államok | Coca Cola Lakewood Amphitheatre      |
| 2000. szeptember 20. | New Orleans      | Amerikai Egyesült Államok | New Orleans Superdome                |
| Európa               |                  |                           |                                      |
| 2000. október 10.    | London           | Egyesült Királyság        | Wembley Arena                        |
| 2000. október 11.    | London           | Egyesült Királyság        | Wembley Arena                        |
| 2000. október 12.    | London           | Egyesült Királyság        | Wembley Arena                        |
| 2000. október 13.    | Manchester       | Egyesült Királyság        | Manchester Evening News Arena        |
| 2000. október 14.    | Manchester       | Egyesült Királyság        | Manchester Evening News Arena        |
| 2000. október 17.    | Béma             | Németország               | Stadthalle Bremen                    |
| 2000. október 18.    | Gent             | Belgium                   | Flanders Expo                        |
| 2000. október 19.    | Dortmund         | Németország               | Westfalenhallen                      |
| 2000. október 20.    | Stuttgart        | Németország               | Hanns-Martin-Schleyer-Halle          |
| 2000. október 22.    | Barcelona        | Spanyolország             | Palau Sant Jordi                     |
| 2000. október 24.    | Milánó           | Olaszország               | Forum di Assago                      |
| 2000. október 25.    | Zürich           | Svájc                     | Hallenstadion                        |
| 2000. október 26.    | München          | Németország               | Olympiahalle                         |
| 2000. október 28.    | Kiel             | Németország               | Ostseehalle                          |
| 2000. október 29.    | Berlin           | Németország               | Max-Schmeling-Halle                  |
| 2000. október 30.    | Hannover         | Németország               | Pressus Arena                        |
| 2000. november 1.    | Lipcse           | Németország               | Leipziger Messehalle                 |
| 2000. november 2.    | Frankfurt        | Németország               | Festhalle Frankfurt                  |
| 2000. november 4.    | Arnhem           | Hollandia                 | GelreDome                            |
| 2000. november 7.    | Göteborg         | Svédország                | Scandinavium                         |
| 2000. november 8.    | Oslo             | Norvégia                  | Oslo Spektrum                        |
| 2000. november 9.    | Stockholm        | Svédország                | Stockholm Globe Arena                |
| 2000. november 10.   | Koppenhága       | Dánia                     | Valby-Hallen                         |
| 2000. november 13.   | Köln             | Németország               | Kölnarena                            |
| 2000. november 14.   | Párizs           | Franciaország             | Zénith de Paris                      |
| 2000. november 20.   | Birmingham       | Egyesült Királyság        | NEC Arena                            |
| 2000. november 21.   | Birmingham       | Egyesült Királyság        | NEC Arena                            |
| Dél-Amerika          |                  |                           |                                      |
| 2001. január 12.     | Rio de Janeiro   | Brazília                  | Complexo Esportivo Cidade do Rock    |

## Fordítás
- Ez a szócikk részben vagy egészben  az   Oops!... I Did It Again Tour című angol Wikipédia-szócikk fordításán alapul.  Az eredeti cikk szerkesztőit annak laptörténete sorolja fel. Ez a jelzés csupán a megfogalmazás eredetét és a szerzői jogokat jelzi, nem szolgál a cikkben szereplő információk forrásmegjelöléseként.